# Кикинское сельское поселение (Смоленская область)
Кикинское сельское поселение — бывшее муниципальное образование в составе Тёмкинского района Смоленской области России.
Административный центр — деревня Кикино.
Образовано законом от 1 декабря 2004 года. Упразднено законом от 28 июня 2017 года с включением всех входивших в его состав населённых пунктов в Медведевское сельское поселение.

## Географические данные
- Общая площадь: 123,75 км²
- Расположение: юго-западная часть Тёмкинского района
- Граничит:
  - на востоке — с Селенским сельским поселением
  - на юго-востоке — с Медведевским сельским поселением
  - на юго-западе — с Угранским районом
  - на западе — с Вяземским районом
  - на севере — с Аносовским сельским поселением

- По территории поселения проходит автомобильная дорога Вязьма — Тёмкино А141.
- По территории поселения проходит железная дорога Вязьма — Калуга, имеются станции: О.п. 36-й км, Жижало.
- Крупные реки: Угра, Жижала.

## Население
| 2011 | 2012 | 2013 | 2014 | 2015 | 2016 | 2017 |
| ---- | ---- | ---- | ---- | ---- | ---- | ---- |
| 351  | ↘335 | ↘332 | ↘330 | ↘327 | ↘319 | →319 |

## Населённые пункты
В состав поселения входили следующие населённые пункты:
- Кикино, деревня
- Базулино, деревня
- Бариново, деревня
- Горы, деревня
- Дерличино, деревня
- Дряголовка, деревня
- Жижало, деревня
- Красино, деревня
- Левенки, деревня
- Николаевка, деревня
- Нижнее Болваново, деревня
- Новиково, деревня
- Осипово, деревня
- Острожки, деревня
- Рассолово, деревня
- Сельцо, деревня
- Скоморохово, деревня
- Степанищево, деревня
- Толпыги, деревня
- Федосово, деревня
- Чехово, деревня
- Будка железной дороги 34 км, деревня
- Будка железной дороги 35 км, деревня